# Pulau Batu Hairan
Pulau Batu Hairan (« Île Surprise » en malais) est le nom d'un îlot qui était situé entre les îles de Bornéo et de Banggi, à 65 kilomètres au nord-est de la ville malaisienne de Kudat, dans l'État de Sabah.
Signalé pour la première fois le 15 avril 1988 et mesurant 60/70 mètres de diamètre, l'îlot serait un « volcan de boue », un monticule de sédiments poussé vers la surface sous la pression d'une explosion abrupte de gaz sous-marin emprisonné.
L'îlot disparaît mystérieusement le 25 février 1990.